# Michael Starken
Michael Starken es un deportista alemán que compitió para la RFA en vela en la clase Tornado.
Ganó una medalla de plata en el Campeonato Mundial de Tornado de 1986 y tres medallas en el Campeonato Europeo de Tornado entre los años 1985 y 1988.

## Palmarés internacional
| \| Campeonato Mundial \| Campeonato Mundial \| Campeonato Mundial \| Campeonato Mundial \| \| Año \| Lugar \| Medalla \| Clase \| \| ------------------ \| ---------------------- \| ------------------ \| ------------------ \| \| 1986 \| Hamilton (Bermudas) \| Medalla de plata \| Tornado \| \| Campeonato Europeo \| \| \| \| \| Año \| Lugar \| Medalla \| Clase \| \| 1985 \| Varberg (Suecia) \| Medalla de plata \| Tornado \| \| 1987 \| Abersoch (Reino Unido) \| Medalla de plata \| Tornado \| \| 1988 \| Laredo (España) \| Medalla de oro \| Tornado \| |                        |                  |         |
| Campeonato Mundial |                        |                  |         |
| Año | Lugar                  | Medalla          | Clase   |
| 1986 | Hamilton (Bermudas)    | Medalla de plata | Tornado |
| Campeonato Europeo |                        |                  |         |
| Año | Lugar                  | Medalla          | Clase   |
| 1985 | Varberg (Suecia)       | Medalla de plata | Tornado |
| 1987 | Abersoch (Reino Unido) | Medalla de plata | Tornado |
| 1988 | Laredo (España)        | Medalla de oro   | Tornado |